# Primera División Femenina de baloncesto 1984-85
La temporada 1984-85 de la Liga Femenina fue la 22ª temporada de la liga femenina de baloncesto. Se disputó entre 1985 y 1986, culminando con la victoria de Canoe N. C..

## Sistema de competición
Primera fase
- Dos grupos de 6 equipos donde juegan todos contra todos los de su grupo a dos vueltas.
- Los tres primeros de cada grupo se clasifican para el Grupo Final.
- Los tres últimos de cada grupo se clasifican para el Grupo Recuperación.

Segunda fase
- Dos grupos de 6 equipos cada uno, donde juegan todos contra todos los de su grupo a dos vueltas.
- Los cuatro primeros del Grupo Final se clasifican para la Superfinal.
- Los dos últimos del Grupo de Recuperación descienden directamente a Primera División B.

Eliminatorias
- Los cuatro primeros del Grupo Final van enfrentándose entre sí a partido único en sedes fijas, quedando eliminados los equipos que pierden dos partidos hasta que queda un campeón.
- Si los dos últimos equipos empatan a derrotas y victorias se hará una eliminatoria extra de desempate.

## Primera fase

### Grupo A
| Pos. | Equipo                   | PJ | G  | P  | PF  | PC  | DP   | Pts | Clasificación o descenso         |
| ---- | ------------------------ | -- | -- | -- | --- | --- | ---- | --- | -------------------------------- |
| 1    | Canoe N. C.              | 10 | 10 | 0  | 751 | 506 | +245 | 20  | Clasifican al grupo Final        |
| 2    | Avon Alcalá              | 10 | 6  | 4  | 634 | 614 | +20  | 16  | Clasifican al grupo Final        |
| 3    | Coronas Light            | 10 | 6  | 4  | 649 | 632 | +17  | 16  | Clasifican al grupo Final        |
| 4    | CB Las Banderas          | 10 | 5  | 5  | 682 | 688 | −6   | 15  | Clasifican al grupo Recuperación |
| 5    | Caixa Girona ADEPAF      | 10 | 3  | 7  | 571 | 636 | −65  | 13  | Clasifican al grupo Recuperación |
| 6    | Biodrink Hispano Francés | 10 | 0  | 10 | 550 | 761 | −211 | 10  | Clasifican al grupo Recuperación |

 Fuente: BRD

### Grupo B
| Pos. | Equipo                 | PJ | G | P | PF  | PC  | DP   | Pts | Clasificación o descenso         |
| ---- | ---------------------- | -- | - | - | --- | --- | ---- | --- | -------------------------------- |
| 1    | Comansi Masnou         | 10 | 9 | 1 | 832 | 654 | +178 | 19  | Clasifican al grupo Final        |
| 2    | Celta Citroën          | 10 | 7 | 3 | 814 | 624 | +190 | 17  | Clasifican al grupo Final        |
| 3    | GE Iberia              | 10 | 5 | 5 | 742 | 758 | −16  | 15  | Clasifican al grupo Final        |
| 4    | Hospitalet ATO         | 10 | 5 | 5 | 689 | 680 | +9   | 15  | Clasifican al grupo Recuperación |
| 5    | Cajacanarias           | 10 | 2 | 8 | 538 | 700 | −162 | 12  | Clasifican al grupo Recuperación |
| 6    | Kerrygold Gran Canaria | 10 | 2 | 8 | 517 | 796 | −279 | 12  | Clasifican al grupo Recuperación |

 Fuente: BRD

## Segunda fase

### Grupo Final
| Pos. | Equipo         | PJ | G | P | PF  | PC  | DP   | Pts | Clasificación o descenso   |
| ---- | -------------- | -- | - | - | --- | --- | ---- | --- | -------------------------- |
| 1    | Canoe N. C.    | 10 | 9 | 1 | 638 | 548 | +90  | 19  | Clasifican a la Superfinal |
| 2    | Celta Citroën  | 10 | 8 | 2 | 707 | 695 | +12  | 18  | Clasifican a la Superfinal |
| 3    | Comansi Masnou | 10 | 7 | 3 | 703 | 655 | +48  | 17  | Clasifican a la Superfinal |
| 4    | Coronas Light  | 10 | 3 | 7 | 642 | 739 | −97  | 13  | Clasifican a la Superfinal |
| 5    | GE Iberia      | 10 | 2 | 8 | 693 | 746 | −53  | 12  |                            |
| 6    | Avon Alcalá    | 10 | 1 | 9 | 543 | 643 | −100 | 11  |                            |

 Fuente: BRD

### Grupo Recuperación
| Pos. | Equipo                   | PJ | G | P | PF  | PC  | DP   | Pts | Clasificación o descenso        |
| ---- | ------------------------ | -- | - | - | --- | --- | ---- | --- | ------------------------------- |
| 1    | Hospitalet ATO           | 10 | 9 | 1 | 749 | 540 | +209 | 19  |                                 |
| 2    | CB Las Banderas          | 10 | 8 | 2 | 685 | 669 | +16  | 18  |                                 |
| 3    | Caixa Girona ADEPAF      | 10 | 6 | 4 | 654 | 558 | +96  | 16  |                                 |
| 4    | Kerrygold Gran Canaria   | 10 | 4 | 6 | 694 | 732 | −38  | 14  |                                 |
| 5    | Cajacanarias             | 10 | 2 | 8 | 594 | 670 | −76  | 12  | Descenso a Primera División "B" |
| 6    | Biodrink Hispano Francés | 10 | 1 | 9 | 517 | 725 | −208 | 11  | Descenso a Primera División "B" |

 Fuente: BRD

## Superfinal

### Primera ronda
Esta ronda se disputó entre el 30 y el 31 de marzo en Vigo.
| Pos. | Equipo         | PJ | G | P | PF  | PC  | DP  | Pts | Clasificación o descenso |   | CAN | CEL   | MAS   | COR   |
| ---- | -------------- | -- | - | - | --- | --- | --- | --- | ------------------------ | - | --- | ----- | ----- | ----- |
| 1    | Canoe N. C.    | 2  | 2 | 0 | 157 | 126 | +31 | 4   |                          |   | —   | –     | 82–69 | 75–57 |
| 2    | Celta Citroën  | 2  | 1 | 1 | 183 | 156 | +27 | 3   |                          | – | —   | 92–93 | –     |       |
| 3    | Comansi Masnou | 2  | 1 | 1 | 162 | 174 | −12 | 3   |                          | – | –   | —     | –     |       |
| 4    | Coronas Light  | 2  | 0 | 2 | 120 | 166 | −46 | 2   | Eliminado                |   | –   | 63–91 | –     | —     |

 Fuente: BRD

### Segunda ronda
Esta ronda se disputó entre el 12 y el 13 de abril en Madrid. Se acumulan los resultados de la primera ronda.
| Pos. | Equipo         | PJ | G | P | PF  | PC  | DP  | Pts | Clasificación o descenso           |  | MAS   | CAN   | CEL   |
| ---- | -------------- | -- | - | - | --- | --- | --- | --- | ---------------------------------- |  | ----- | ----- | ----- |
| 1    | Comansi Masnou | 4  | 3 | 1 | 286 | 280 | +6  | 7   | Clasifican a la Final de desempate |  | —     | 56–55 | 68–51 |
| 2    | Canoe N. C.    | 3  | 2 | 1 | 212 | 182 | +30 | 5   | Clasifican a la Final de desempate |  | 82–69 | —     | –     |
| 3    | Celta Citroën  | 3  | 1 | 2 | 234 | 224 | +10 | 4   | Eliminado                          |  | 92–93 | –     | —     |

 Fuente: BRD

### Final de desempate
| 14 de abril de 1985 | Canoe N. C.                        | 69–53       | Comansi Masnou          |                                            |  |
|                     | Marcador por tiempos: 34–26, 35–27 |             |                         |                                            |  |
|                     | Estadísticas Martínez 16           | Reporte Pts | Estadísticas Doerner 18 | Pabellón: Madrid Árbitros: Abellán, Monjas |  |

## Postemporada
- Campeonas de la Primera División Femenina 1984-85: Canoe N. C. (2º título).
- Campeonas de la Copa de la Reina 1984-85: Comansi Masnou (7º título).
- Clasificadas para Copa de Europa de Campeonas 1985-86: Canoe N. C..
- Clasificadas para Copa Ronchetti 1985-86: ningún equipo participa (por renuncias).
- Descendidas a Primera División B:  Biodrink Hispano Francés y Cajacanarias.
- Ascendidas de Primera División B:  BP Madrid y CB Tortosa.